# Взятие Дюнамюнде
Взятие Дюнамюнде — эпизод польско-шведской войны 1600—1611 годов.

## Предыстория
В кампании 1608 года шведы решили воспользоваться низкой готовностью польско-литовских крепостей в Лифляндии. Первой их целью стала крепость Дюнамюнде.

## Ход событий
Когда шведские войска подошли к крепости, то её комендант Франтишек Бяллозор, имея всего 130 человек при 40 пушках, не обеспеченных припасами, начал переговоры о капитуляции, так как не имел надежды на помощь извне. Крепость сдалась 5 августа 1608 года на условиях свободного выхода гарнизона, весь её арсенал достался шведам.

## Итоги и последствия
Не рискуя двинуться далее вверх по Двине для овладения Ригой, Манфельд ограничился перерывом связи между Ригой и морем, для чего приказал возвести в углу, образованном левыми берегами Западной Двины и Булльупе (тогда Больдер-Аа) четырёхугольный штерншанец, замкнувшей южное русло реки. С возведением этого шанца появилась возможность господствовать над судоходством как по Западной Двине, так и по Лиелупе (Аа Курляндской). 19 сентября Мансфельд отправился в Швецию, оставив в Неймюндском шанце лишь гарнизон из 250 человек с комендантом Нильсом Стернскиольдом и 29 пушек-фальконетов.